# John Onaiyekan
John Olorunfemi Onaiyekan (ur. 29 stycznia 1944 w Kabba) – nigeryjski duchowny katolicki, arcybiskup metropolita Abudży w latach 1992–2019, kardynał.

## Posługa kapłańska
Święcenia kapłańskie przyjął 3 sierpnia 1969. W dniu 10 września 1982 został mianowany biskupem pomocniczym diecezji Ilorin, ze stolicą tytularną Thunusuda. Sakry biskupiej udzielił mu w Rzymie 6 stycznia 1983 papież Jan Paweł II.
20 października 1984 został mianowany biskupem ordynariuszem Ilorin.
7 lipca 1990 Jan Paweł II mianował go biskupem koadiutorem stołecznej Abudży a dwa lata później- 28 września 1992, po przejściu na emeryturę poprzednika – kardynała Dominica Ignatiusa Ekandem został pełnoprawnym biskupem ordynariuszem. Po podniesieniu diecezji do rangi metropolii został 26 marca 1994 jej pierwszym metropolitą.
W latach 2000–2006 był przewodniczącym Konferencji Episkopatu Nigerii.
W latach 2003–2007 pełnił funkcję przewodniczącego Sympozjum Konferencji Episkopatów Afryki i Madagaskaru.
Dnia 24 października 2012 papież ogłosił, iż Onaiyekan znajduje się wśród nowych kardynałów, których oficjalna kreacja nastąpiła na konsystorzu w dniu 24 listopada.
Brał udział w konklawe 2013, które wybrało papieża Franciszka.
9 listopada 2019 przeszedł na emeryturę, a jego następcą został dotychczasowy koadiutor – arcybiskup Ignatius Kaigama. 29 stycznia 2024 ukończył 80 lat, tracąc prawo do udziału w konklawe.